# روژه کلوسه
روژه کلوسه (فرانسوی: Roger Closset‎؛ زادهٔ ۱۱ فوریهٔ ۱۹۳۳) شمشیرباز اهل فرانسه بود.
وی در مسابقات کشوری و بین‌المللی در مجموع برندهٔ ۱ مدال نقره شده‌است.